# Marciano della Chiana
Marciano della Chiana là một đô thị ở tỉnh Arezzo trong vùng Toscana, tọa lạc khoảng 70 km về phía đông nam của Florence và khoảng 20 km về phía tây nam của Arezzo. Tại thời điểm ngày 31 tháng 12 năm 2004, đô thị này có dân số 2.935 người và diện tích là 23,7 km².
Marciano della Chiana giáp các đô thị sau: Arezzo, Castiglion Fiorentino, Foiano della Chiana, Lucignano, Monte San Savino.